# جاي بينيت
جاي بينيت (بالإنجليزية: Jay Bennett)‏‏ (24 ديسمبر 1912 في نيويورك - 27 يونيو 2009 في تل الكرز) روائي، وكاتب للأطفال من الولايات المتحدة.

## الجوائز
- جائزة إدغار

## روابط خارجية
- جاي بينيت على موقع IMDb (الإنجليزية)
- جاي بينيت على موقع قاعدة بيانات الفيلم (الإنجليزية)